# Carl Heinrich Wenng

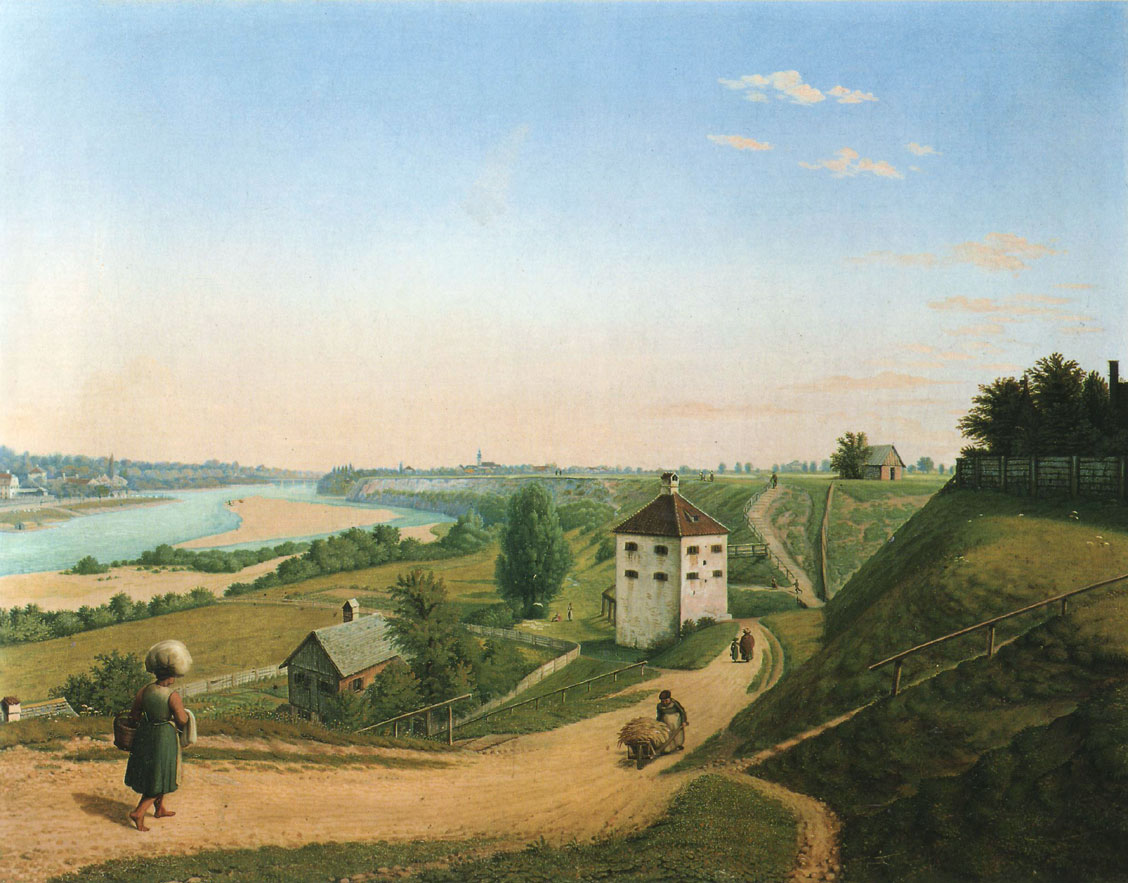
Das Brunnhaus im Brunnthal, Gemälde von Carl Heinrich Wenng, 1830

Carl Heinrich Wenng (* 24. Juli 1787 in Nördlingen; † 1850 in Stuttgart) war ein deutscher Maler, Zeichner, Lithograf und Kartograf, verbunden mit dem Württemberg.
Wenng stammte aus einer Nördlinger Künstlerfamilie, die später überwiegend in München tätig war und der auch der Kartograf Gustav Wenng angehörte. In Nördlingen genoss Wenng den ersten Zeichenunterricht. In jungen Jahren zog er nach Stuttgart, wo ihn Johann Gotthard von Müller in die Kunst des Kupferstechens einführte. Gleichzeitig schuf er als Maler historische Darstellungen und Ölbilder von Landschaften.
Wenng unternahm Studienreisen nach Italien und Frankreich und bereiste die Schweiz. Dort erstellte er für die Firma Orell Füssli & Cie. Zeichnungen nach der Natur, wie das 1807 eröffnete Zürcher Casino (heute Zürcher Obergericht). Er lernte den Architekten des Casinos und Gründer der Maschinenfabrik Escher-Wyss, Hans Caspar Escher im Felsenhof, kennen.
Im Oktober 1811 heiratete Wenng im Alter von 24 Jahren Nanette Scheller (1790–1837), die Tochter eines Zürcher Bürgers und Schuhmachers, mit der er drei Söhne: Heinrich August Friedrich, gestorben als Baby, Carl Friedrich (1812–1854) und Caspar Gustav Wenng hatte. 1816 kehrte er mit seiner Familie nach Stuttgart zurück. Wenng zog 1827 für zehn Jahre nach München, wo er als Lithograf und Kartograf für die Verlagsanstalt Cotta arbeitete. Daneben erteilte er Unterricht und schrieb ein Werk über die Perspektive. Nach dem Tod seiner Frau kehrte er 1837 nach Stuttgart zurück.
In dieser Zeit erfand er den sogenannten »Kunstdruck ohne Presse« zur Vervielfältigung von Kunstblättern ohne Druckpresse. Mit seiner zweiten Ehefrau, Marie Friederike Ringleb, zog Wenng 1846 endgültig nach München.
Viele seiner damals entstandenen Werke, teilweise mit Münchner Motiven, wurden um 1884 vom Münchner Stadtmuseum erworben. Sein großes Lebenswerk als Maler, Lithograf und Kartograf brachte ihm nicht den erhofften Erfolg.

## Werke (Auswahl)

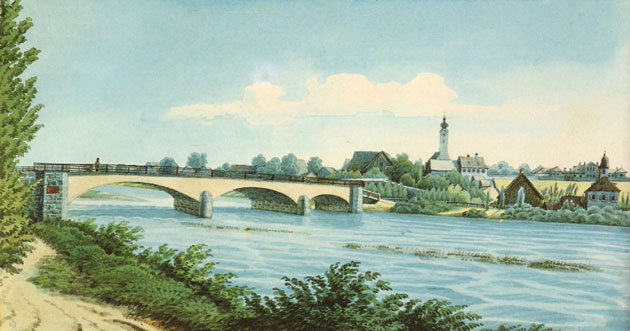
Max-Joseph-Brücke und Bogenhausen, 1812
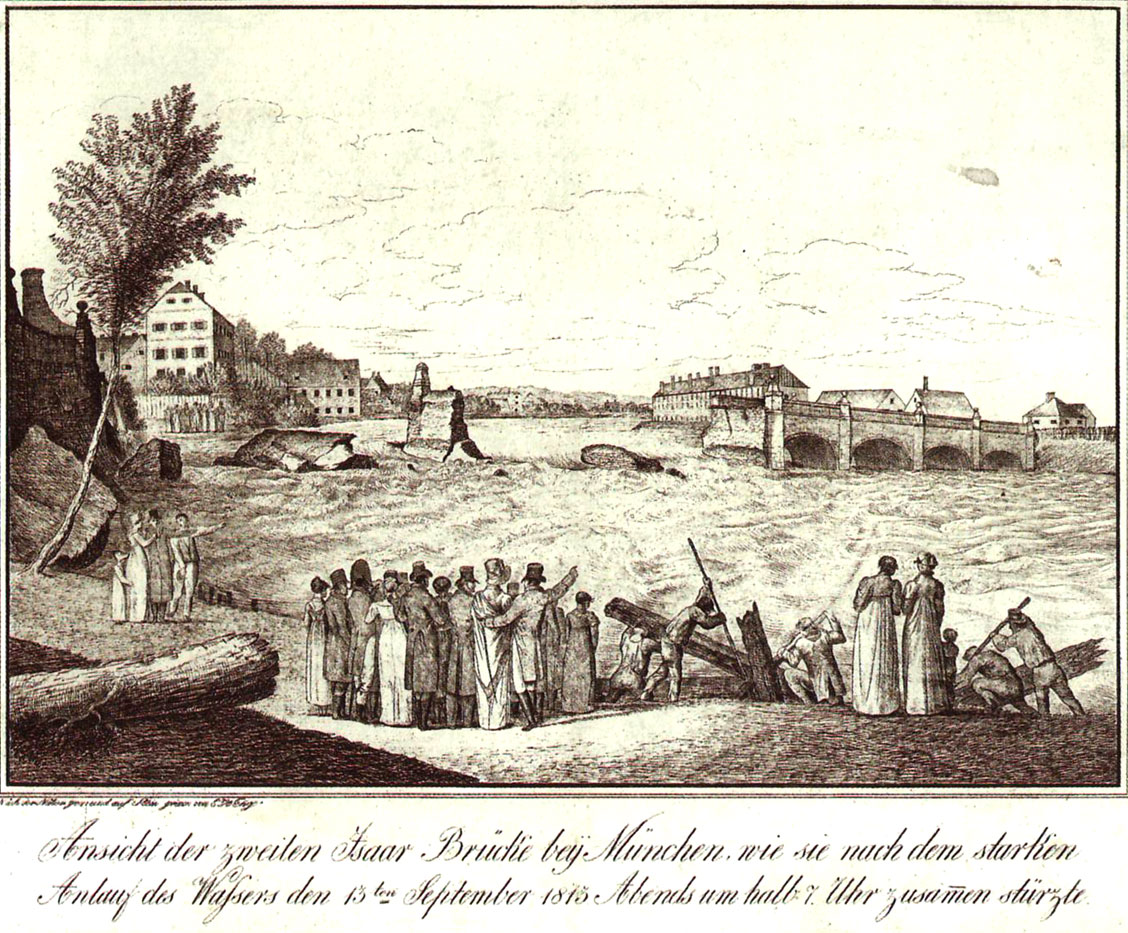
Einsturz der Isarbrücke, 1813
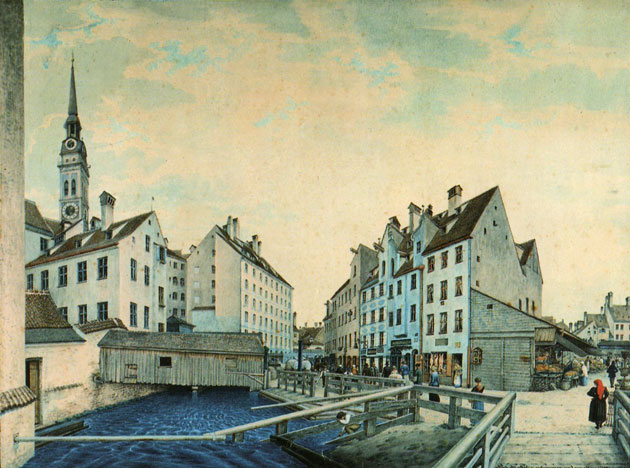
Der Roßschwemmbach, 1852
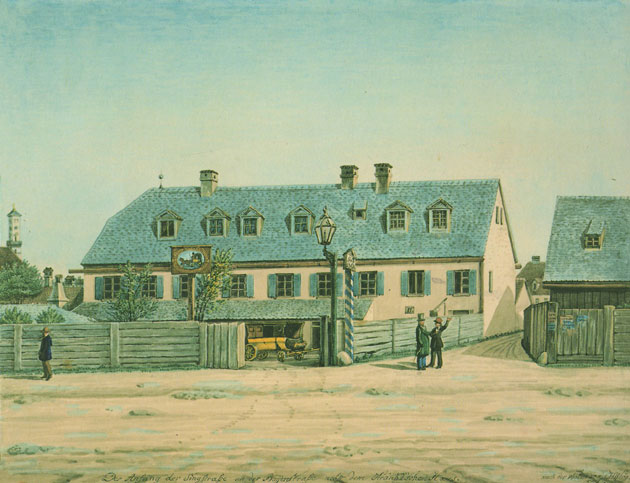
Anwesen des Lohnkutschers Krenkl